# Rhinocypha latimacula
Rhinocypha latimacula är en trollsländeart som beskrevs av Maurits Anne Lieftinck 1974. Rhinocypha latimacula ingår i släktet Rhinocypha och familjen Chlorocyphidae. IUCN kategoriserar arten globalt som sårbar. Inga underarter finns listade i Catalogue of Life.